# 進德大橋
進德大橋是台湾的一座拱桥，连接屏東縣東港鎮與新園鄉兩地。

## 历史
進德大橋2002年10月通车。2014年4月27日，屏東縣政府为大桥举办了亮灯仪式。

## 技术指标
大橋跨过東港溪，全长440米，宽21.3米，主跨155米，拱顶高30米。